# Critics’ Choice Movie Awards 2025

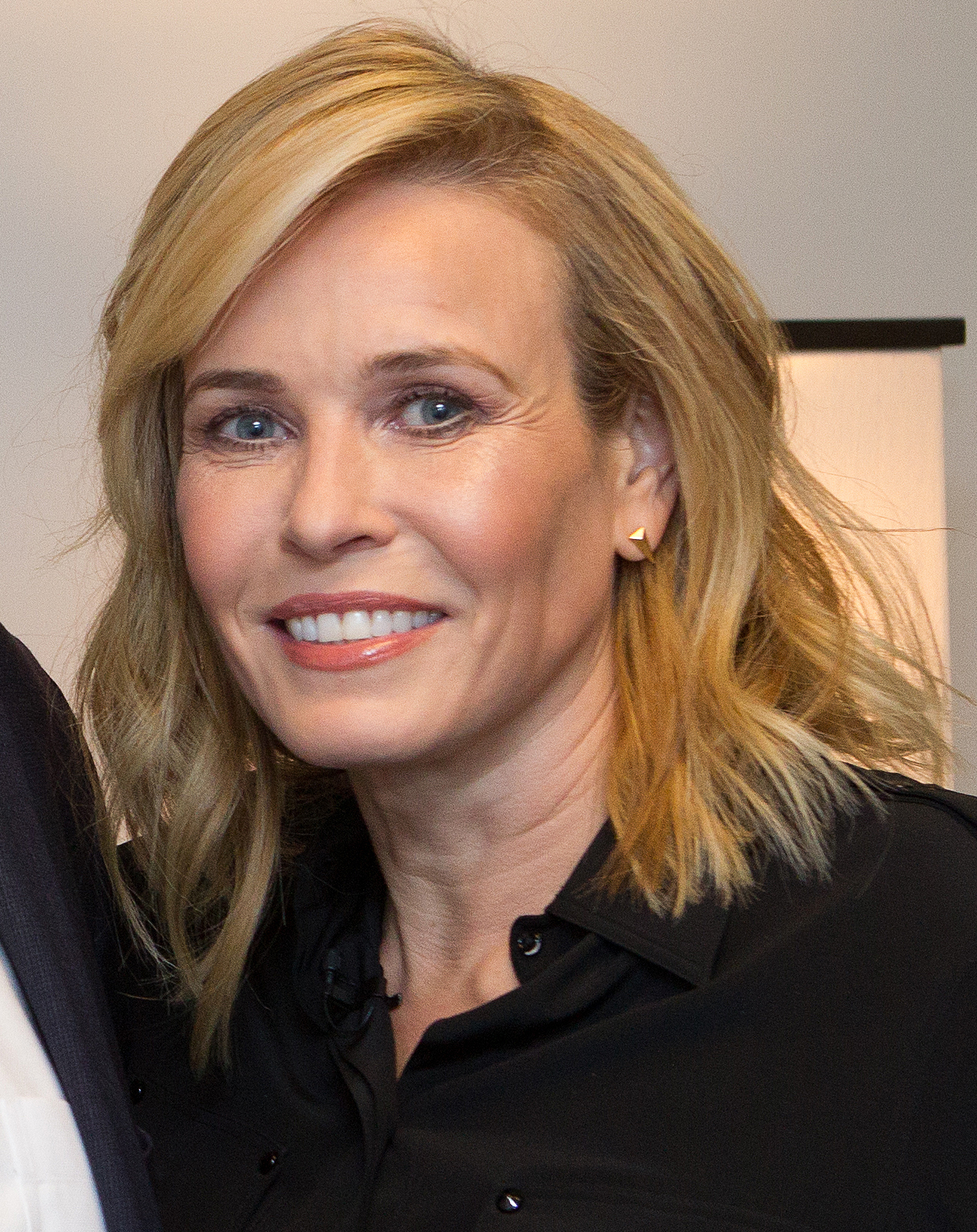
Chelsea Handler, zum dritten Mal die Moderatorin der Veranstaltung

Die 30. Verleihung der US-amerikanischen Critics’ Choice Movie Awards (englisch 30th Critics’ Choice Awards) zeichnete die besten Filme und Filmschaffenden des Jahres 2024 in 21 Kategorien aus, basierend auf den Stimmen der Mitglieder der Critics Choice Association (CCA). Die Nominierungen wurden am 12. Dezember 2024 bekanntgegeben, ehe die Preisverleihung nach mehreren Verschiebungen im Zuge der Waldbrände in Südkalifornien am 7. Februar 2025 auf dem Santa Monica Municipal Airport stattfand. Erstmals seit 2007 wurde die Zeremonie wieder live vom US-Fernsehsender E! Entertainment Television ausgestrahlt, während die Komikerin Chelsea Handler zum dritten Mal die Moderation übernahm.
Als Favoriten gingen der Fantasyfilm Wicked sowie der Thriller Konklave mit jeweils elf Nominierungen und das Musical Emilia Pérez sowie der Science-Fiction-Film Dune: Part Two mit jeweils zehn Nominierungen ins Rennen. Mit jeweils drei Auszeichnungen führten Wicked, Emilie Pérez und der Horrorfilm The Substance das Gewinnerfeld letztendlich an; der Preis für den besten Film ging allerdings an das Comedy-Drama Anora.
| Film                    | N  | A |
| ----------------------- | -- | - |
| Wicked                  | 11 | 3 |
| Konklave                | 11 | 2 |
| Emilia Pérez            | 10 | 3 |
| Dune: Part Two          | 10 | 1 |
| Der Brutalist           | 09 | 1 |
| The Substance           | 07 | 3 |
| Anora                   | 07 | 1 |
| Nickel Boys             | 05 | 0 |
| Sing Sing               | 05 | 0 |
| Challengers – Rivalen   | 04 | 2 |
| Nosferatu – Der Untote  | 04 | 1 |
| Gladiator II            | 04 | 0 |
| A Real Pain             | 03 | 2 |
| Der wilde Roboter       | 03 | 1 |
| Like A Complete Unknown | 03 | 0 |

## Gewinner und Nominierte

### Bester Film
Anora
Der Brutalist
Dune: Part Two
Emilia Pérez
Konklave
Like A Complete Unknown
Nickel Boys
Sing Sing
The Substance
Wicked

### Bester Hauptdarsteller

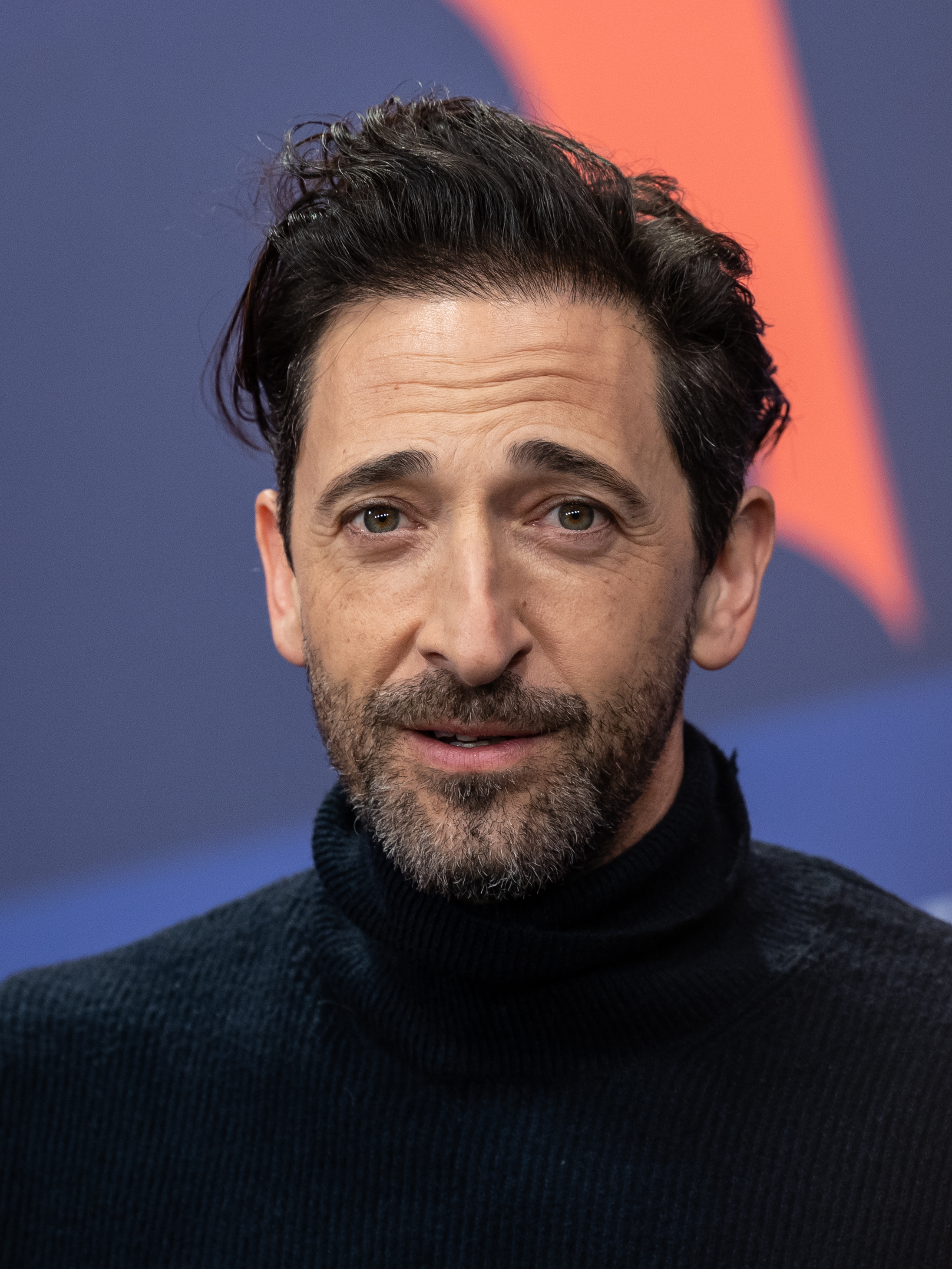
Adrien Brody (2023)

Adrien Brody – Der Brutalist
Timothée Chalamet – Like A Complete Unknown
Daniel Craig – Queer
Colman Domingo – Sing Sing
Ralph Fiennes – Konklave
Hugh Grant – Heretic

### Beste Hauptdarstellerin

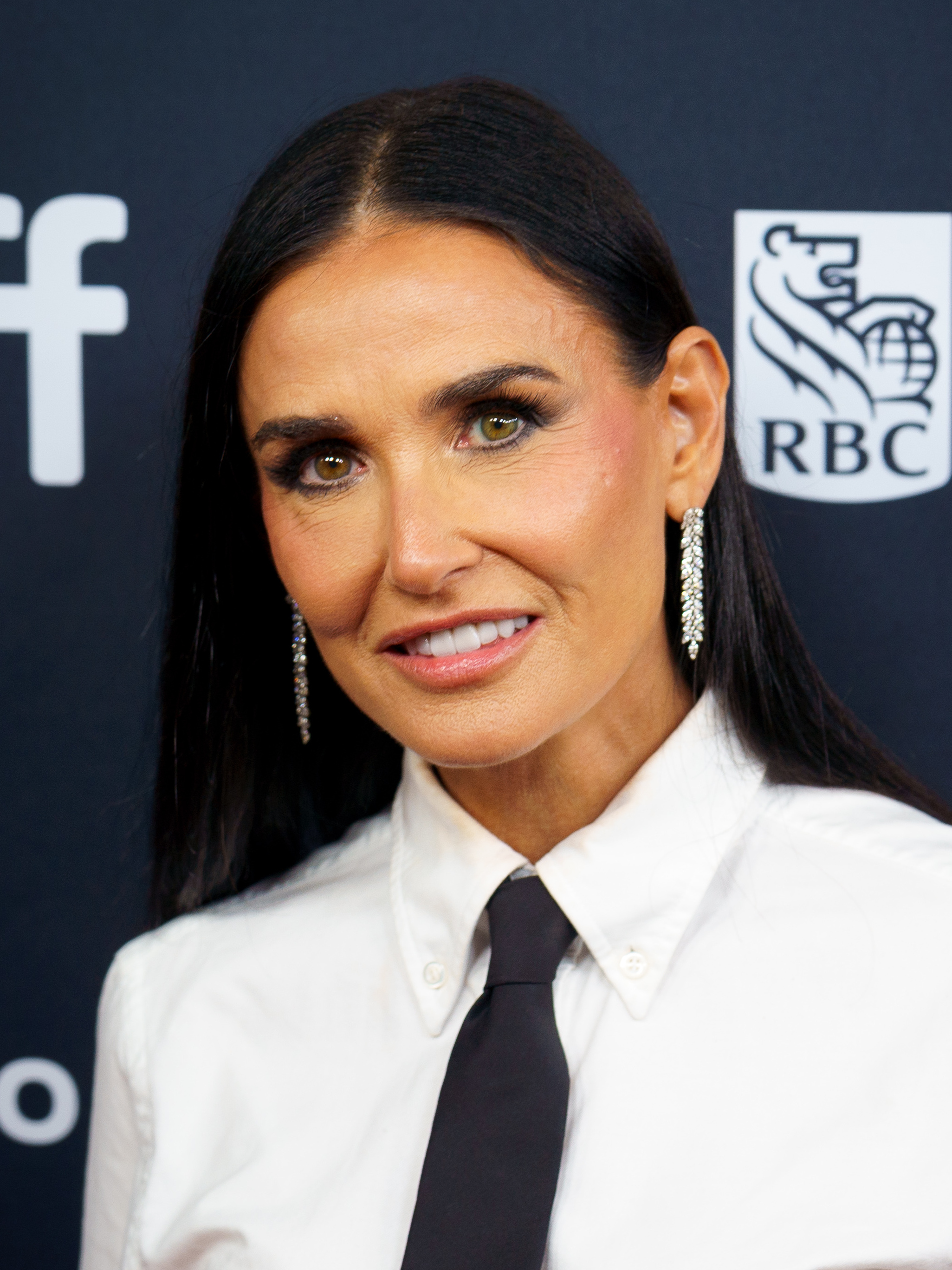
Demi Moore (2024)

Demi Moore – The Substance
Cynthia Erivo – Wicked
Karla Sofía Gascón – Emilia Pérez
Marianne Jean-Baptiste – Hard Truths
Angelina Jolie – Maria
Mikey Madison – Anora

### Bester Nebendarsteller

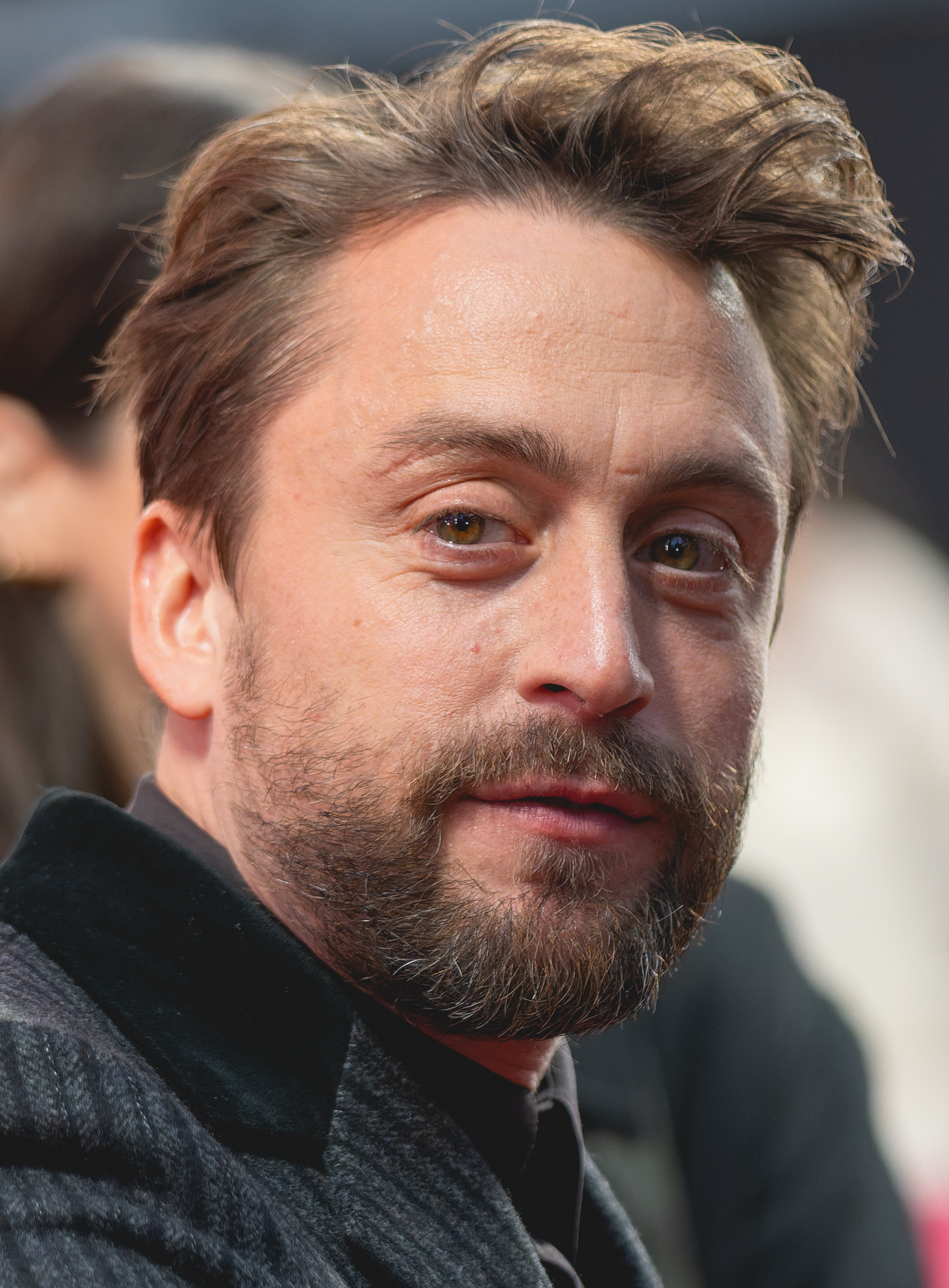
Kieran Culkin (2024)

Kieran Culkin – A Real Pain
Juri Alexandrowitsch Borissow – Anora
Clarence Maclin – Sing Sing
Edward Norton – Like A Complete Unknown
Guy Pearce – Der Brutalist
Denzel Washington – Gladiator II

### Beste Nebendarstellerin

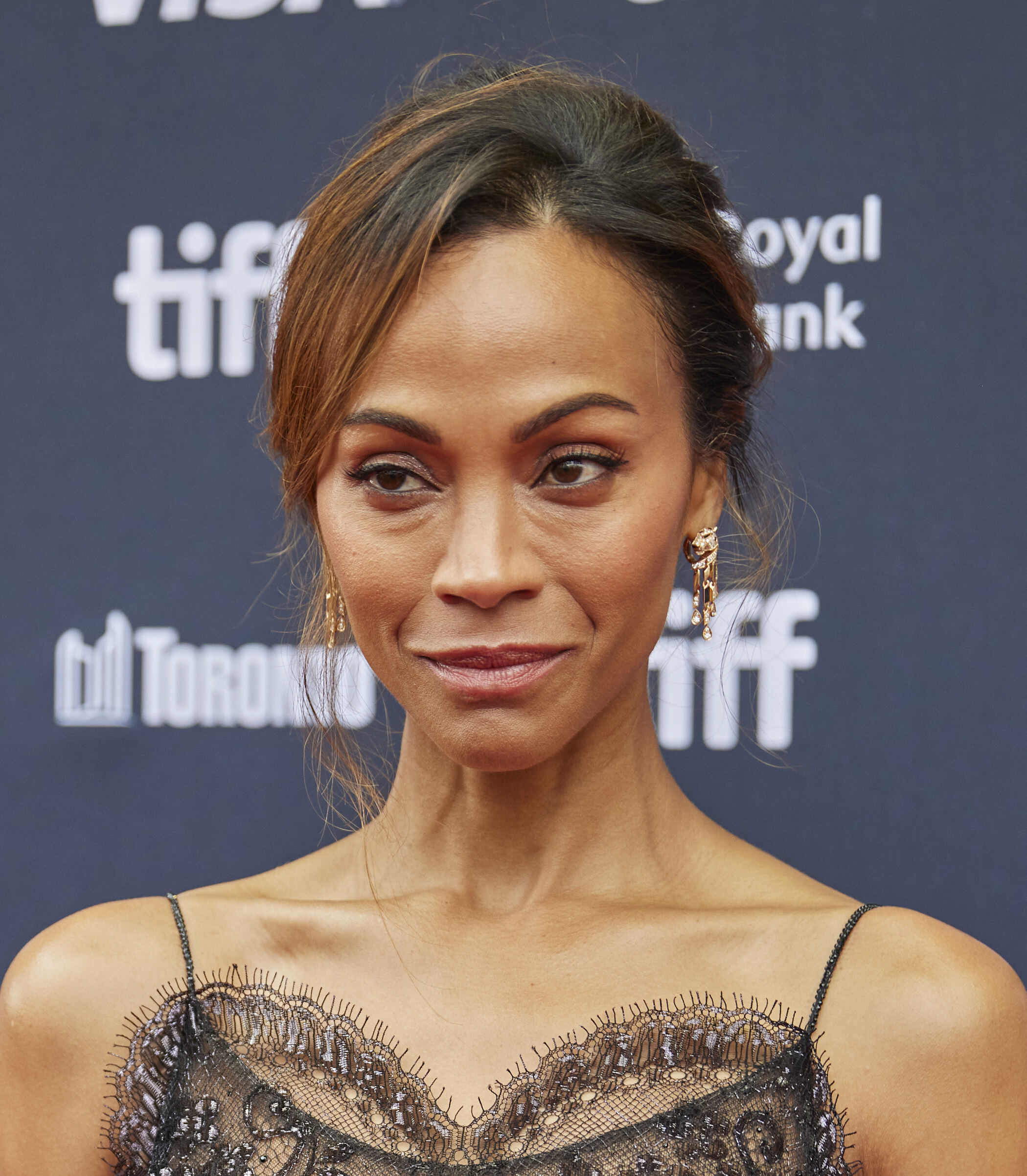
Zoë Saldaña (2024)

Zoë Saldaña – Emilia Pérez
Danielle Deadwyler – The Piano Lesson
Aunjanue Ellis – Nickel Boys
Ariana Grande – Wicked
Margaret Qualley – The Substance
Isabella Rossellini – Konklave

### Beste Jungdarsteller
Maisy Stella – My Old Ass
Alyla Browne – Furiosa: A Mad Max Saga
Elliott Heffernan – Blitz
Izaac Wang – Dìdi
Alisha Weir – Abigail
Zoe Ziegler – Janet Planet

### Bestes Schauspielensemble
Konklave
Anora
Emilia Pérez
Saturday Night
Sing Sing
Wicked

### Beste Regie

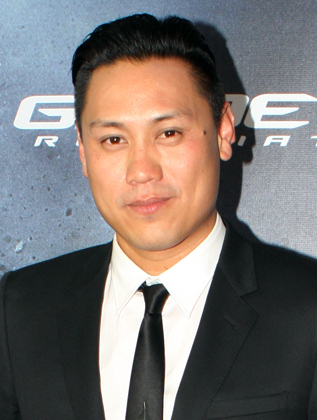
Jon M. Chu (2013)

Jon M. Chu – Wicked
Jacques Audiard – Emilia Pérez
Sean Baker – Anora
Edward Berger – Konklave
Brady Corbet – Der Brutalist
Coralie Fargeat – The Substance
RaMell Ross – Nickel Boys
Denis Villeneuve – Dune: Part Two

### Bestes Originaldrehbuch

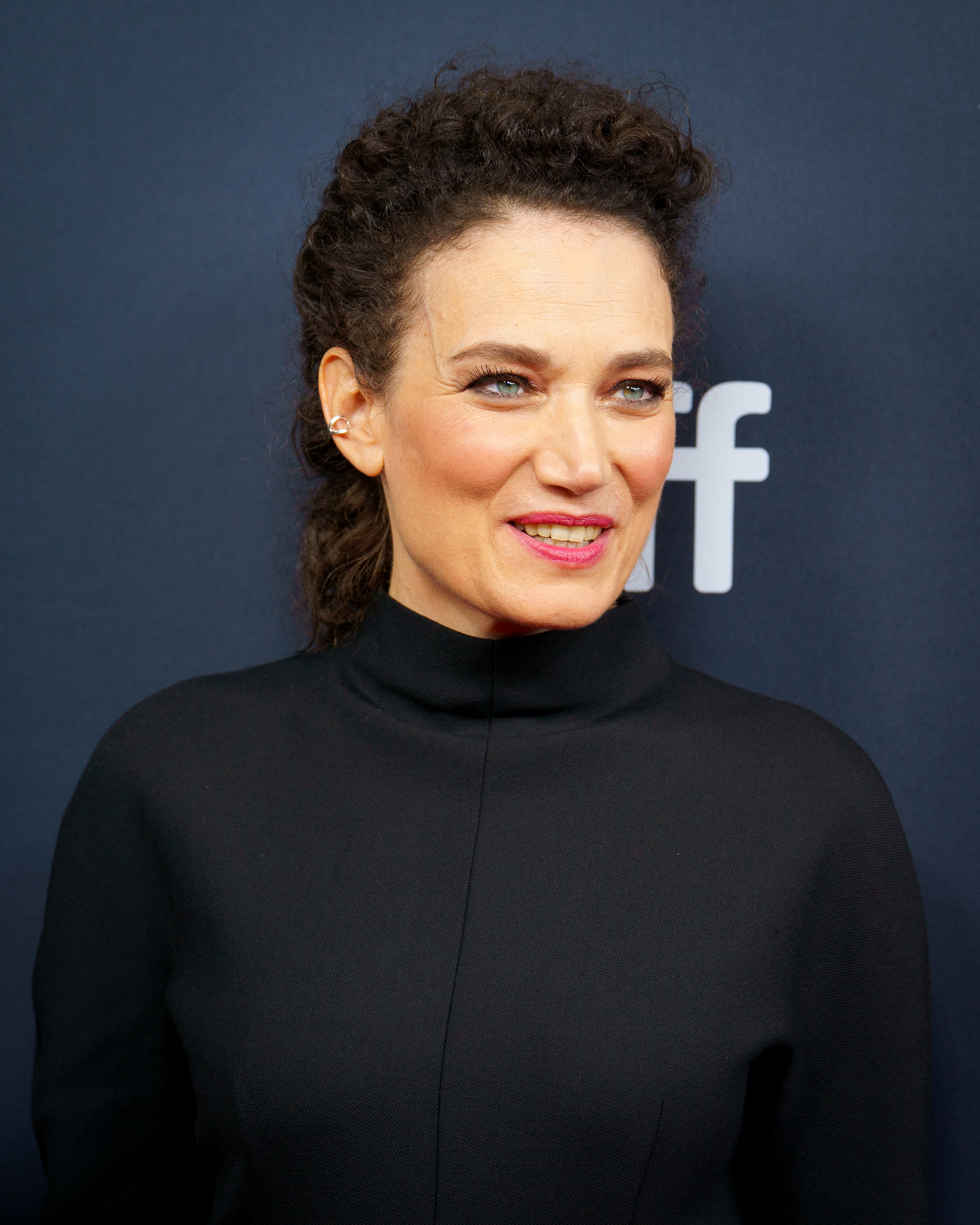
Coralie Fargeat (2024)

Coralie Fargeat – The Substance
Sean Baker – Anora
Moritz Binder, Tim Fehlbaum & Alex David – September 5 – The Day Terror Went Live
Brady Corbet & Mona Fastvold – Der Brutalist
Jesse Eisenberg – A Real Pain
Justin Kuritzkes – Challengers – Rivalen

### Bestes adaptiertes Drehbuch
Peter Straughan – Konklave
Jacques Audiard – Emilia Pérez
Winnie Holzman & Dana Fox – Wicked
Greg Kwedar & Clint Bentley – Sing Sing
RaMell Ross & Joslyn Barnes – Nickel Boys
Denis Villeneuve & Jon Spaihts – Dune: Part Two

### Beste Kamera
Jarin Blaschke – Nosferatu – Der Untote
Alice Brooks – Wicked
Lol Crawley – Der Brutalist
Stéphane Fontaine – Konklave
Greig Fraser – Dune: Part Two
Jomo Fray – Nickel Boys

### Bestes Szenenbild
Nathan Crowley & Lee Sandales – Wicked
Judy Becker & Patricia Cuccia – Der Brutalist
Suzie Davies – Konklave
Craig Lathrop – Nosferatu – Der Untote
Arthur Max, Jille Azis & Elli Griff – Gladiator II
Patrice Vermette & Shane Vieau – Dune: Part Two

### Bester Schnitt
Marco Costa – Challengers – Rivalen
Sean Baker – Anora
Nick Emerson – Konklave
Dávid Jancsó – Der Brutalist
Joe Walker – Dune: Part Two
Hansjörg Weißbrich – September 5 – The Day Terror Went Live

### Beste Kostüme
Paul Tazewell – Wicked
Lisy Christl – Konklave
Linda Muir – Nosferatu – Der Untote
Massimo Cantini Parrini – Maria
Jacqueline West – Dune: Part Two
Janty Yates & David Crossman – Gladiator II

### Bestes Make-up und beste Frisuren
The Substance
Christine Blundell, Lesa Warrener & Neal Scanlan – Beetlejuice Beetlejuice
Dune: Part Two
Frances Hannon, Sarah Nuth & Laura Blount – Wicked
Traci Loader, Suzanne Stokes-Munton & David White – Nosferatu – Der Untote
Mike Marino, Sarah Graalman & Aaron Saucier – A Different Man

### Beste visuelle Effekte
Paul Lambert, Stephen James, Rhys Salcombe & Gerd Nefzer – Dune: Part Two
Mark Bakowski, Pietro Ponti, Nikki Penny & Neil Corbould – Gladiator II
Pablo Helman, Jonathan Fawkner, Paul Corbould & Dave Shirk – Wicked
Luke Millar, David Clayton, Keith Herft & Peter Stubbs – Better Man – Die Robbie Williams Story
The Substance
Erik Winquist, Stephen Unterfranz, Paul Story & Rodney Burke – Planet der Affen: New Kingdom

### Beste Komödie
A Real Pain & Deadpool & Wolverine
A Killer Romance
My Old Ass
Saturday Night
Thelma – Rache war nie süßer

### Bester Animationsfilm
Der wilde Roboter
Alles steht Kopf 2
Flow
Memoir of a Snail
Wallace & Gromit: Vergeltung mit Flügeln

### Bester fremdsprachiger Film
Emilia Pérez
All We Imagine as Light
Flow
Für immer hier
Kneecap
Die Saat des heiligen Feigenbaums

### Bestes Lied
El Mal von Zoë Saldaña, Karla Sofía Gascón & Camille – Emilia Pérez
Beautiful That Way von Miley Cyrus – The Last Showgirl
Compress / Repress von Trent Reznor & Atticus Ross – Challengers – Rivalen
Harper and Will Go West von Kristen Wiig – Will & Harper
Kiss the Sky von Maren Morris – Der wilde Roboter
Mi Camino von Selena Gomez – Emilia Pérez

### Beste Musik
Trent Reznor & Atticus Ross – Challengers – Rivalen
Volker Bertelmann – Konklave
Daniel Blumberg – Der Brutalist
Kris Bowers – Der wilde Roboter
Clément Ducol & Camille – Emilia Pérez
Hans Zimmer – Dune: Part Two